# Lamproneura lucerna
Lamproneura lucerna – gatunek ważki z rodziny łątkowatych (Coenagrionidae); jedyny przedstawiciel rodzaju Lamproneura. Do 2013 roku był zaliczany do rodziny Protoneuridae. Endemit Wenezueli, znany tylko z jednego stanowiska w stanie Anzoátegui na północy kraju.